# Dr. Jekyll och Mr. Hyde (film, 1941)

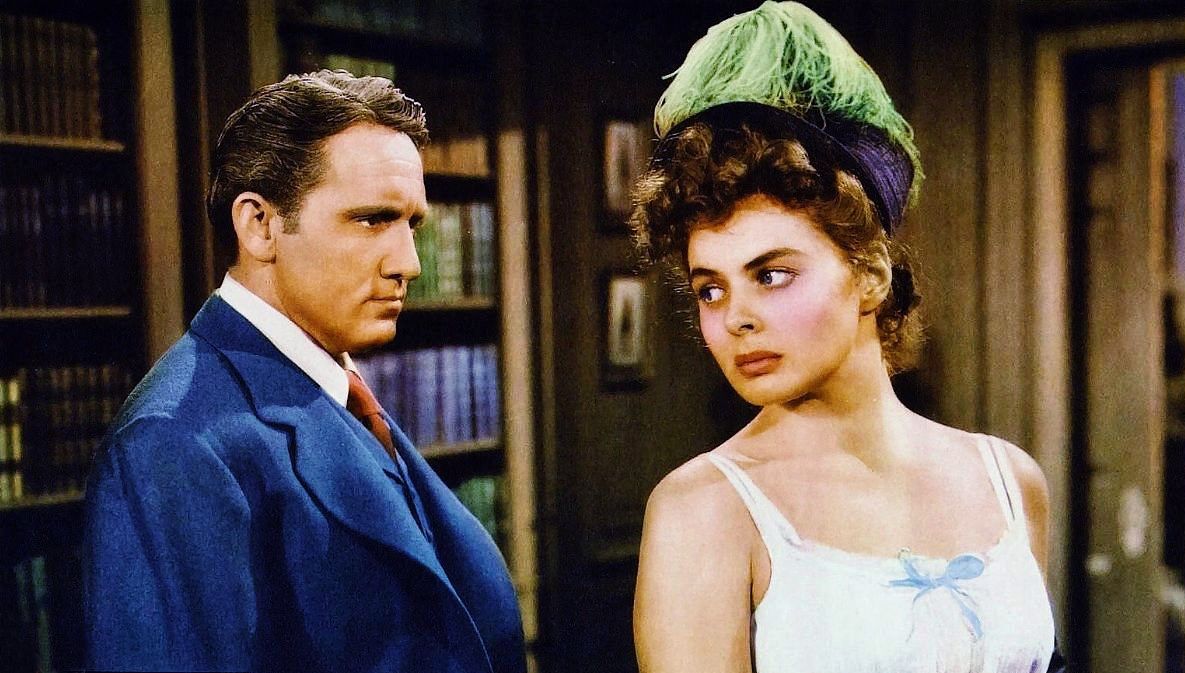

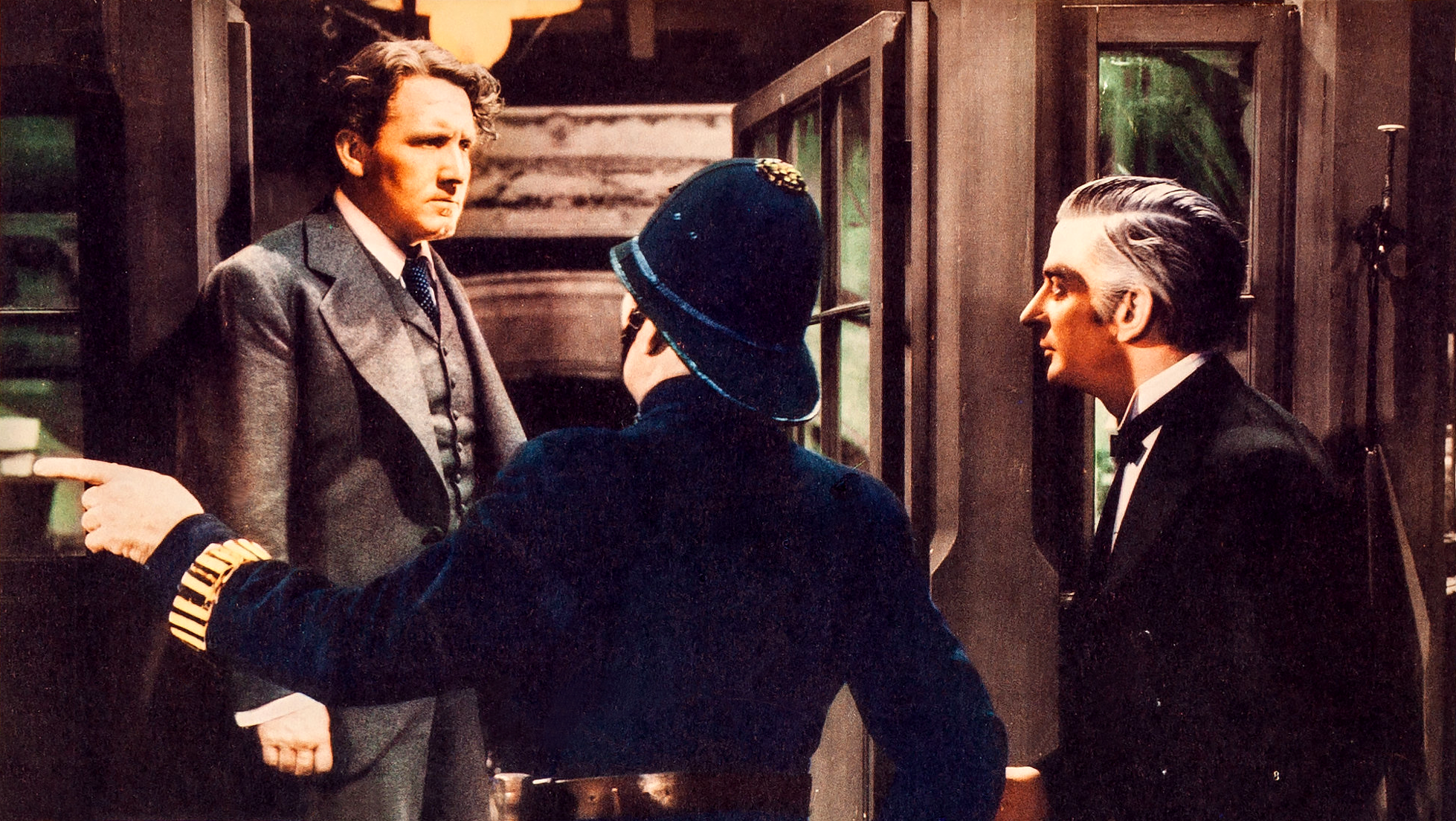

Dr Jekyll och Mr Hyde är en amerikansk skräckfilm från 1941 i regi av Victor Fleming. Den är baserad på Robert Louis Stevensons roman Dr. Jekyll och Mr. Hyde från 1886.

## Handling
Londonläkaren doktor Jekyll har en teori om att människans onda och goda sida kan separeras men läkaretiken låter honom inte experimentera på patienter. Hans fästmös pappa sir Charles råder honom att sluta med dumheterna och medan far och dotter är ute på resa börjar Jekyll att pröva på sig själv. Efter att ha druckit en blandning förvandlas han till den egomaniska lustmänniskan Mr. Hyde som söker upp barflickan Ivy och misshandlar henne regelbundet. När Beatrix återvänder bestämmer han sig för att sluta bli Mr. Hyde men på väg till förlovningsmiddagen förvandlas han ändå. Vid ett handgemäng slår han ned sir Charles. Ett stort polisuppbåd jagar honom till hans laboratorium där hans bästa vän skjuter honom. Inför polisens ögon kan alla se hur den dödligt sårade Mr. Hyde förvandlas tillbaka till doktor Jekyll.

## Rollista
- Spencer Tracy - Dr Harry Jekyll / Mr Hyde
- Ingrid Bergman - Ivy Peterson[1]
- Lana Turner - Beatrix Emery
- Donald Crisp - sir Charles Emery, Beatrix' pappa
- Ian Hunter - dr. John Lanyon, Jekylls kollega och vän
- Barton MacLane - Sam Higgins, mannen i kyrkan
- C. Aubrey Smith - biskopen
- Peter Godfrey - Poole
- Sara Allgood - Mrs. Higgins
- Frederic Worlock - dr. Heath
- William Tanen - Fenwick
- Frances Robinson - Marcia, Ivys väninna